# Запоседнутост (књига)
Запоседнутост  ( фр. L’Occupation) је књига Ени Ерно (фр. Annie Ernaux) објављена у издању "Галимарда" 2002. године. Српско издање објавила је издавачка кућа "Штрик" из Београда 2022. године у преводу Бојана Савића Остојића.

## О аутору
Ани Ерно (1940) је француска књижевница и професор књижевности. Завршила је два факултета: Универзитет у Руану и Универзитет у Бордоу. Дуги низ година радила је као професор. Књижевну каријеру започела је 1974. године романом Les Armoires Vides (Празни ормани). До сада је написала више од 20 књига. Већина књига су веома кратке и бележе догађаје из њеног живота и живота људи око ње.

## Радња
Протагонисткиња романа Запоседнутост углавном све време разговара сама са собом, али је њен унутрашњи монолог заправо разговор с читатељкама и читаоцима, и готово се неприметно сели у читалачки унутрашњи монолог. На тај начин запоседнутост тако постаје и читалачка, и тера разум читаоца да погледа шта је иза његових ограничења, колика је, заправо, снага свести наспрам несвесног које ограничења не познаје.
Роман Запоседнутост је аутобиографски роман о опсесивној љубомори и њеној деструктивној природи. Ани прича причу о опседнутости новом изабраницом свог бившег љубавника, В.-а. Ани га је оставила, није желела да живе заједно, хтела је слободу од друштвених ограничења. Када сазна да постоји друга жена у В.-овом животу буди нешто у њој. Иако је Ани никада није видела, и В. не жели да јој открије њен идентитет, у свакој жени она види њу. Та изабраница В.-а постаје њена главна мисао, њена опсесија. Жели да открије идентитет те друге жене и не преза ни од чега: претражује интернет, позива бројеве жена за које посумња да су њене ривалке. Кроз низ фрагментираних сећања и описа интимних тренутака са В, Ени анализира своје емоције у вези са њим, као и емотивну бол коју сваким даном све више храни. Тако упада у стање лудила и патње. Замишља да јој се В. враћа, да је он тај који пати.